# Rhaphidophora chevalieri
Rhaphidophora chevalieri är en kallaväxtart som beskrevs av François Gagnepain. Rhaphidophora chevalieri ingår i släktet Rhaphidophora och familjen kallaväxter. Inga underarter finns listade.